# Манас (Манасский район)
Манас (кирг. Манас) — село в Манасском районе Таласской области Кыргызстана. Входит в состав аильного округа Киргизия. Код СОАТЕ — 41707 225 820 03 0.

## Население
По данным переписи 2009 года, в селе проживало 689 человек.